# Ван Клаверен, Беп
Ламбертюс (Беп) Стенхорст (нидерл. Lambertus Steenhorst, впоследствии сменивший фамилию на ван Клаверен (нидерл. van Klaveren), 26 сентября 1907 — 12 февраля 1992) — нидерландский боксёр, олимпийский чемпион 1928 года.

## Биография

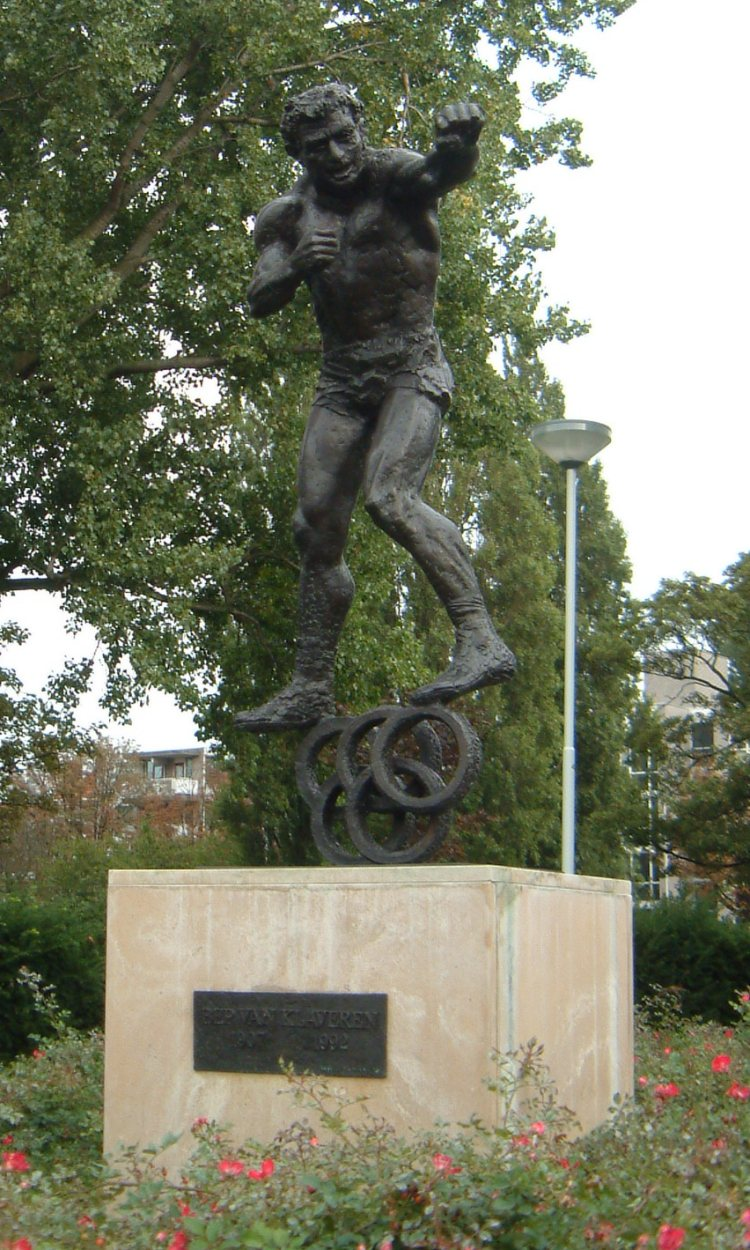
Памятник ван Клаверену в Роттердаме

Родился в 1907 году в Роттердаме, был незаконным сыном дочери трактирщика по фамилии Стенхорст. В 1916 году его мать вышла замуж за Питера ван Клаверена, и он взял фамилию отчима. Начал заниматься боксом с 16 лет, в 1926—1929 годах ежегодно становился чемпионом Нидерландов. В 1928 году стал обладателем золотой медали Олимпийских игр в Амстердаме, после чего был встречен в родном Роттердаме как герой, и был представлен королеве и принцу-консорту.
В 1929 году перешёл в профессионалы. В 1931 году завоевал титул чемпиона Европы в лёгком весе. В 1935 году женился, но в результате потерял все сбережения и, после того, как избил жену, провёл год в тюрьме. После освобождения ему пришлось начинать жизнь заново, но уже в 1938 году он вновь завоевал титул чемпиона Европы (на этот раз в среднем весе).
После начала Второй мировой войны уехал в США, служил в нидерландской армии на заокеанских театрах военных действий. Впоследствии вернулся к спортивной карьере, стал чемпионом Нидерландов в среднем весе. После женитьбы на австралийской медсестре переехал в Австралию где работал преподавателем физкультуры и докером. В возрасте 41 года вышел на отдых и вернулся в Роттердам, но отдых оказался временным: в 47 лет он вновь вышел на ринг, и одержал ряд побед, претендуя даже на титул чемпиона Европы.
В 1956 году ван Клаверен провёл свой последний бой, и в том же году вступил в третий брак. Несколько лет семейная пара содержала табачный магазин, однако бизнесмен из бывшего боксёра оказался неважным.
Беп ван Клаверен скончался в 1992 году. После его смерти ему был поставлен памятник в его родном Роттердаме, а с 1993 года в Нидерландах проводится ежегодный боксёрский турнир его памяти.